# Wanmu
Wanmu (kinesiska: 万木) är en köping i sydvästra Kina. Den ligger i häradet Youyang i storstadsområdet Chongqing, omkring 210 kilometer sydost om det centrala stadsdistriktet Yuzhong. Antalet invånare är 15 220. Befolkningen består av 7 482 kvinnor och 7 738 män. Barn under 15 år utgör 35 %, vuxna 15-64 år 52 %, och äldre över 65 år 11,0 %.